# Faia (Cabeceiras de Basto)
Faia ist eine Gemeinde im Norden Portugals.
Faia gehört zum Kreis Cabeceiras de Basto im Distrikt Braga, besitzt eine Fläche von 5,1 km² und hat 555 Einwohner (Stand 19. April 2021).